# Jean-Pierre Dionnet

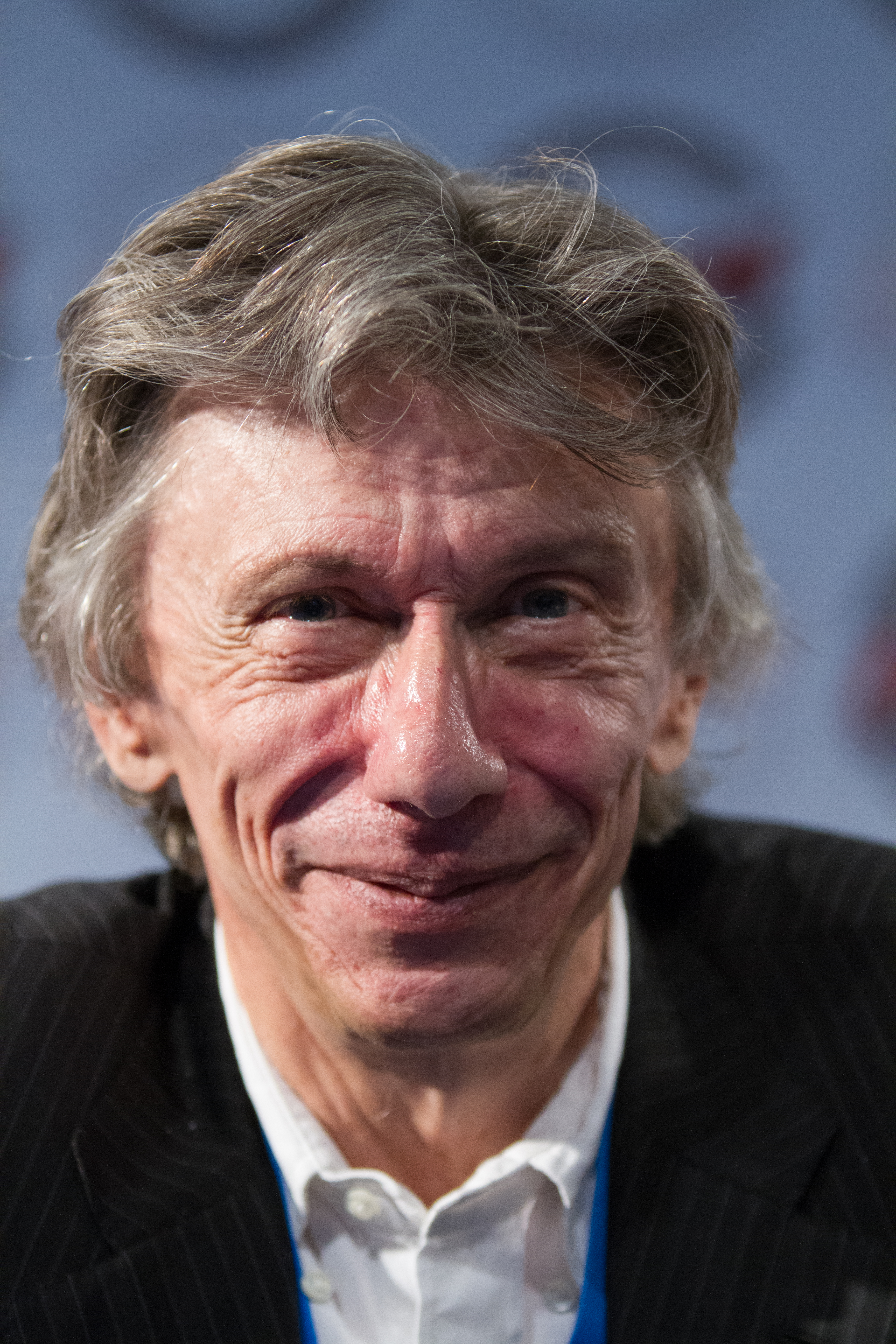
Jean-Pierre Dionnet in Japan Expo 2011

Jean-Pierre Dionnet (* 25. November 1947 in Paris) ist ein französischer Comic-Szenarist.

## Leben und Werk
Dionnet verbrachte seine ersten fünf Lebensjahre im Département Creuse.
1968 kam er auf Einladung von Philippe Druillet zum französischen Comicmagazin Pilote und begann für Solé, Got, Druillet, Moebius, Goetzinger, Bilal, Szenarien und Texte – vor allem Science-Fiction – zu schreiben. 1970 begann er, in den Editions Nathan eine Comicreihe zu verlegen – ein Vorläufer von Métal Hurlant. 1971 wurde er Chefredakteur des von Nikita Mandryka produzierten Journals L’Écho des Savanes, und brachte junge Autoren und Zeichner mit Masse, Petillon, Wallace Wood. Er dachte darüber nach, Métal Hurlant hier zu produzieren, aber Mandryka lehnte ab und fordert ihn auf, sein Journal alleine zu gründen.
Im Januar 1975 gründete er zusammen mit Mœbius, Druillet und Bernard Farkas den Verlag Les Humanoïdes Associés und verlegt das Comicjournal Métal Hurlant, das unter dem Namen Schwermetall auch auf dem deutschen Markt erschien.
Neue Wege ging Dionnet ab 1986 nach seinem Weggang von Humanoïdes Associés: Er ging zum Fernsehen und produziert auf TF1 die Kinosendung Cinéstars, eine tägliche Nachtsendung auf Skyrock und eine Wochenchronik für Télérama. Gleichzeitig aber bleibt er dem Comic treu und entwickelt Szenarios und textet für die Zeichner Bilal, Beb Deum, Jean-Claude Gal, Michel Pirus, Frank Margerin, Denis Sire und Laurent Theureau.
1989 wird Jean-Pierre Dionnet kurzzeitig Literarischer Direktor des Comicverlags Albin Michel BD. Und für das Fernsehen macht er die Sendung Cinéma de Quartier auf Canal+, die 15 Jahre gesendet wird, sowie für das Kabelfernsehen die Sendungen Le Club, Destination séries etc. Ab 2003 schreibt er wieder und führt die Serie Exterminateur 17, die Enki Bilal begonnen hatte und von Igor Barenko fortschrieb, weiter. 2009 beginnt er an verschiedenen Filmprojekten zu arbeiten und eine megalomanische Comicreihe zu entwickeln, in der ein Dutzend Comiczeichner die Geschichte Amerikas von 1929 bis 2133 erzählen sollen.

## Publikationen
Als Szenarist:
- Lucky Luke (Album du Journal)
- 12 travaux d’Art Cool (Les)
- Ange de miséricorde (L'), dt. Der Engel der Barmherzigkeit, mit Laurent Theureau
- Armées du conquérant (Les), dt. Die Heere des Eroberers, mit Jean-Claude Gal, erschienen im Volksverlag am 1. Januar 1980
- Arn (2 Bände), mit Jean-Claude Gal, dt. Arns Rache und Arns Triumph
- Empereur de Chine (L'), mit Véronique Dorey
- Exterminateur 17, mit Enki Bilal
- Exterminateur 17 - La trilogie d'Ellis (3 Bände), mit Igor Baranko, dt. Exterminator 17. Bd. 1. Die Allianz
- Exterminator
- Île des amazones (L')
- Jean Cyriaque
- Ma vie est un bouquet de violettes
- Région étrangère, mit Beb Deum, dt. Fremde Region
- Rose profond, mit Michel Pirus, dt. Rosa-Rot. Ein Abenteuer von Malcom
- Tiriel héritier d'un monde